# Dr.佐藤の人生健康学プラスワン
佐藤富雄Dr.佐藤の人生健康学プラスワン（ドクターさとうのじんせいけんこうがくプラスワン）は、TBSラジオをキーステーションに、毎週日曜日の午前にJRN系列局で放送されていたラジオ番組。健康や人生に関するワンポイントアドバイスを行う。2008年9月28日の放送をもって一旦終了した。

## 出演者
- 佐藤富雄疑問のある米国ユニオン大学という医学博士号を主張する、作家。（医学博士）

ユニオン大学は、医学博士号を授与する認可・認証は得ていない。
- 『プレシャスサンデー』のパーソナリティ
  - 豊田綾乃（TBSアナウンサー）
  - 2007年10月より、豊田アナが産休に入ったため、山田愛里アナに交代した。
  - 2008年4月、山田アナが産休に入ったため、新井麻希アナに交代した。

## ネット局
- TBSラジオ：日曜 5:20 - 5:30 （『プレシャスサンデー』内）
- CBCラジオ：日曜 8:15 - 8:25
- MBSラジオ：日曜 6:05 - 6:15